# Erythroxylum glaucum
Erythroxylum glaucum es una especie de planta fanerógama perteneciente a la familia Erythroxylaceae.

## Taxonomía
Erythroxylum glaucum fue descrita por el botánico alemán Otto Eugen Schulz y publicado en Das Pflanzenreich IV. 134(Heft 29): 96 en 1907.
Sinónimos
- Erythroxylum cienaguense E. Machado, 1969